# Kavanjin
Kavanjin (Cavagnini, Cavagini), splitska građanska i kasnije plemićka obitelj, podrijetlom iz sjeverne Italije koja se nastanila u Splitu početkom 17. stoljeća.

## Povijest
Podrijetlom je iz mjesta Castrazzonea u sjevernoj Italiji, iz okolice jezera Garde. Članovi obitelji doselili su se 1605. godine u Split i postali poduzetnici u trgovačkom poslovanju između Mletaka i Osmanskoga Carstva. Vrlo rano po dolasku u hrvatske krajeve kroatizirali su si prezime u Kavanjin. U trgovačkom poslovanju najviše se istaknuo Marko Kavanjin koji je ženidbom s plemkinjom Marijetom Božićević-Nadali stekao kuću i posjede u Sutivanu na Braču. Markov sin, Jerolim Paško (1641. – 1714.) bio je hrvatski književnik i historiograf. Obitelj je 1671. godine zadobila plemstvo, a u muškoj lozi izumrla je Jerolimovom smrću 1714. godine.
Godine 1709. udajom Jerolimove kćeri Elizabete s plemićem iz obitelji Capogrosso, nastao je ogranak ogranak Capogrosso-Kavanjin. Jedan ogranak obitelji otišao je živjeti u Sutivan na otoku Braču, a posljednje osobe ih te grane udale su se u Italiju.

## Poznati pripadnici
- Jerolim Kavanjin (1641. – 1714.), hrvatski pjesnik
- Vicko Capogrosso Kavanjin (1769. – 1838.), hrv. pjesnik i prevoditelj, unuk Jerolima Kavanjina

## Poznati objekti
- ljetnikovac obitelji Kavanjin u Sutivanu

## Vanjske poveznice
- Kavanjin Hrvatska enciklopedija